# Gephyromantis redimitus
Gephyromantis redimitus – gatunek płaza bezogonowego z rodziny mantellowatych (Mantellidae). Endemit Madagaskaru.

## Występowanie
Ten gatunek endemiczny spotykany jest tylko we wschodnim i północno-wschodnim Madagaskarze, pomiędzy Marojejy oraz Andringitra, także na przybrzeżnych wyspach Nosy Boraha i Nosy Mangabe.
Nie obserwowano go nigdy wyżej niż 850 metrów nad poziomem morza. Jego siedlisko to pierwotny las deszczowy, przy czym osobniki obserwowano na liściach roślin i na glebie, zwykle w pobliżu strumieni.

## Rozmnażanie
Do tej pory nie wyjaśniono, czy opisywany gatunek rozmnaża się z udziałem żyjącej w zbiorniku wodnym larwy, co ma miejsce u większości płazów, czy też, jak liczni przedstawiciele rodzaju Gephyromantis, występuje u niego rozwój bezpośredni.

## Status
W Czerwonej księdze gatunków zagrożonych IUCN płaz ten od 2004 roku klasyfikowany jest jako gatunek najmniejszej troski (LC, ang. Least Concern).
Lokalnie gatunek osiąga dużą obfitość. Jednakże jego liczebność obniża się ze względu na utratę i degradacje siedlisk.
Do zagrożeń dla gatunku należą: rolnictwo (w tym wypas zwierząt gospodarskich), pozyskiwanie drewna i wytwarzanie węgla drzewnego, inwazyjne rozprzestrzenianie się eukaliptusa, osadnictwo ludzkie.